# Marc Chagall : Œuvres sur papier
Œuvres sur papier est une exposition consacrée à Marc Chagall, ayant eu lieu au centre Pompidou du 30 juin au 8 octobre 1984. Elle présentait uniquement des œuvres sur papiers de l'artiste.

## Présentation[1]
L’exposition rassemblait 201 œuvres sur papier de Marc Chagall (des dessins, des aquarelles et des gouaches), réalisées entre 1907 et 1982. Les œuvres constituaient des études préparatoires à la réalisation de toiles et de décors de théâtre, des illustrations de livres et des réalisations autonomes (réalisés eux-mêmes). L’exposition a été présentée à la Grande Galerie (située au 5e étage à l’époque) au Centre Pompidou entre le 30 juin et le 8 octobre 1984. Étant une exposition itinérante, elle voyagea ensuite à Rome, Hanovre, Chicago et Zurich.

## Équipe de l’exposition[2]
- Commissaire général : Dominique Bozo
- Commissaires de l’exposition : Pierre Provoyeur, Henri de Cazals
- Assistante : Marthe Ridart
- Secrétariat : Ghislaine Gillet, Anne-Marie Héricourt, Geneviève Poisson
- Architectes : Katia Lafitte assistée de Jacques Loupias
- Régie des œuvres : Elisabeth Galloy, Catherine Duruel
- Itinérance de l’exposition : Martine Silie, Claire Blanchon

## Description de l’exposition[2]
Les œuvres de l'exposition étaient présentées dans l’ordre chronologique et géographique des villes où l’artiste a vécu : 
- Vitebsk 1907-1910 (n° 1 à 7)
- Paris 1910-1914 (n° 8 à 39)
- Russie 1914-1922 (n° 40 à 92),
- Berlin 1922-1923 (n° 93 à 99),
- France 1923-1941 (n° 100 à 128),
- États-Unis 1941-1946 (n° 129 à 153),
- France 1946 (n° 154 à 201).

Les numéros correspondent à ceux de la liste des œuvres ci-dessous.

## Liste des œuvres[2]
| N° de l'œuvre | Titre de l'œuvre                                                                        | Année        | Dimensions (mm) | Technique/matériaux | Prêteurs                                             |
| ------------- | --------------------------------------------------------------------------------------- | ------------ | --------------- | --- | ---------------------------------------------------- |
| 1             | Le Bal                                                                                  | 1907         | 288 × 220       | Crayon noir sur papier beige | Saint-Paul de Vence, Collection de l'artiste         |
| 2             | Nu Debout                                                                               | 1908         | 305 × 207       | Crayon sur papier crème | New York, The Museum of Modern Art                   |
| 3             | Vue de Vitebsk                                                                          | 1909         | 380 × 290       | Crayon et gouache sur papier beige épais | Paris, Collection particulière                       |
| 4             | La Rue du village                                                                       | 1909         | 288 × 380       | Crayon et gouache sur papier beige épais | Paris, Collection particulière                       |
| 5             | La Procession                                                                           | 1909         | 362 × 290       | Crayon, plume et encre noire, rehaussé de lavis de gris et de gouache blanche, sur carton beige. Mise au carreau au crayon                                                                   | Saint-Paul de Vence, Collection de l'artiste         |
| 6             | La sœur Anna                                                                            | 1910         | 200 × 260       | Crayon et aquarelle sur papier brun | Los Angeles, Collection G. et M. Pinkus              |
| 7             | Autoportrait                                                                            | 1910         | 147 × 131       | Plume et encre noire sur papier crème | Saint-Paul de Vence, Collection de l'artiste         |
| 8             | Waslaw Nijinsky                                                                         | 1911         | 213 × 132       | Plume et encre noire, rehauts de gouache sur papier blanc | New York, The Museum of Modern Art                   |
| 9             | Autoportrait à l'atelier                                                                | 1911         | 133 × 205       | Aquarelle au pinceau et lavis sur papier blanc | Saint-Paul de Vence, Collection de l'artiste         |
| 10            | Autoportrait                                                                            | 1911         | 195 × 226       | Aquarelle au pinceau et lavis sur papier blanc | Jérusalem, The Israël Museum                         |
| 11            | Le Peintre devant la cathédrale de Vitebsk                                              | 1911         | 171 × 230       | Crayon, plume et encre noire, lavis de gris, rehauts de gouache blanche, mise au carreau à l’encre, sur papier crème collé en plein sur carton                                               | Saint-Paul de Vence, Collection de l'artiste         |
| 12            | Esquisse pour l'Autoportrait aux sept doigts                                            | 1911(?)      | 200 × 230       | Crayon et gouache sur papier | Bâle, Collection Marcus Diener                       |
| 13            | Esquisse pour l'Autoportrait aux sept doigts                                            | 1911         | 195 × 172       | Crayon sur papier crème | Paris, Collection particulière                       |
| 14            | Femme                                                                                   | 1911(?)      | 287 × 200       | Encre noire au pinceau et à la plume sur papier | Paris, Collection Guy Loudmer                        |
| 15            | Autoportrait                                                                            | 1913         | 210 × 170       | Plume et encre noire, aquarelle sur papier crème | Bâle, Collection Marcus Diener                       |
| 16            | Tête au nimbe                                                                           | 1911         | 205 × 185       | Gouache sur papier brun, marouflé sur toile | Paris, Collection particulière                       |
| 17            | Femme au peigne                                                                         | 1911(?)      | 265 × 200       | Encre et gouache sur papier | Bâle, Collection Marcus Diener                       |
| 18            | Nu au bras levé                                                                         | 1911         | 285 × 190       | Gouache sur papier brun | Paris, Collection particulière                       |
| 19            | Deux nus debout                                                                         | 1912-1913    | 140 × 90        | Crayon et encre sur papier crème, deux feuilles reliées d’un carnet de cinquante-huit feuillets                                                                                              | Paris, Collection particulière                       |
| 20            | Nu au peigne                                                                            | 1911-1912    | 335 × 235       | Plume et encre noire, gouache sur papier brun | Paris, Collection particulière                       |
| 21            | Nu                                                                                      | 1913         | 340 × 240       | Gouache sur papier | Lugano, Collection Thyssen-Bornemisza                |
| 22            | Nu debout                                                                               | 1913         | 340 × 240       | Gouache sur papier fort brun | Berne, Collection E.W. Kornfeld                      |
| 23            | La Danseuse                                                                             | 1913         | 190 × 170       | Gouache sur papier | Bâle, Collection Marcus Diener                       |
| 24            | L'Odalisque                                                                             | 1913-1914    | 202 × 290       | Plume et encre noire, aquarelle sur papier brun | Berne, Collection E.W. Kornfeld                      |
| 25            | Juif assis devant une table                                                             | 1912-1914    | 240 × 235       | Gouache sur papier | Bâle, Collection Marcus Diener                       |
| 26            | Le Repas du paysan ou Paysan mangeant                                                   | 1913         | 285 × 222       | Plume et encre noire sur papier blanc | Bâle, Collection Marcus Diener                       |
| 27            | Nu à l'éventail                                                                         | 1910-1911    | 225 × 212       | Plume et encre noire sur papier blanc, rehaut de gouache planche | Bâle, Collection E.W. Kornfeld                       |
| 28            | Esquisse pour À la Russie, aux ânes et aux autres                                       | 1911         | 210 × 172       | Encre noire sur papier | Paris, Collection Guy Loudmer                        |
| 29            | Adam et Ève                                                                             | 1910         | 200 × 290       | Aquarelle sur papier brun | New York, Collection Phyllis et Leonard Greenberg    |
| 30            | Étude pour Adam et Ève (Hommage à Apollinaire)                                          | 1911-1912    | 275 × 240       | Gouache sur papier, découpé au format ovale | Paris, Collection particulière                       |
| 31            | Étude pour Adam et Ève (Hommage à Apollinaire)                                          | 1912         | 248 × 203       | Crayon, plume et encre, aquarelle sur papier, monté dans un passe-partout fermé | New York, Collection M. et Mme Hans S. Edersheim     |
| 32            | Étude pour Adam et Ève (Hommage à Apollinaire)                                          | 1911         | 335 × 255       | Crayon noir sur papier blanc(feuille d’un carnet) | Saint-Paul de Vence, Collection de l'artiste         |
| 33            | Caïn et Abel                                                                            | 1911         | 220 × 285       | Gouache sur papier | Paris, Collection Ida Chagall                        |
| 34            | Portrait d'Apollinaire                                                                  | 1913-1914    | 278 × 215       | Encre violette à la plume et au pinceau, rehauts d’aquarelle sur papier crème | Saint-Paul de Vence, Collection de l'artiste         |
| 35            | Esquisse pour Golgotha                                                                  | 1912         | 200 × 154       | Crayon sur papier | Paris, Collection Guy Loudmer                        |
| 36            | Esquisse pour Golgotha                                                                  | 1912         | 474 × 592       | Crayon, aquarelle et gouache sur papier | New York, The Museum of Modern Art                   |
| 37            | Russie ou Maternité                                                                     | 1912-1913    | 270 × 182       | Gouache sur papier | New York, Collection Helen Serger                    |
| 38            | Maternité                                                                               | 1912-1913    | 298 × 178       | Crayon, plume et encre noire, rehauts de gouache blanche, sur papier blanc | Berne, Collection E.W. Kornfeld                      |
| 39            | Le Marchand de bestiaux                                                                 | 1912         | 260 × 470       | Gouache sur papier | Berne, Collection E.W. Kornfeld                      |
| 40            | Le Marchand de journaux                                                                 | 1914         | 453 × 355       | Crayon sur papier gris | Saint-Paul de Vence, Collection de l'artiste         |
| 41            | Souvenir                                                                                | 1914(?)      | 318 × 222       | Crayon, plume et encre noire, gouache sur papier(feuille d’en carnet, bord supérieur dentelé)                                                                                                | New York, The Solomon R. Guggenheim Museum           |
| 42            | Bella                                                                                   | 1915         | 336 × 384       | Dessin au crayon noir rehaussé d’aquarelle sur papier crème fort | Paris, Collection particulière                       |
| 43            | Bella et Ida                                                                            | 1916         | 221 × 187       | Dessin au crayon noir sur papier blanc, collé en plein | Paris, Collection particulière                       |
| 44            | Autoportrait à la grimace                                                               | 1917         | 375 × 279       | Crayon sur papier crème | Saint-Paul de Vence, Collection de l'artiste         |
| 45            | Esquisse pour le Double Portrait au verre de vin                                        | 1917(?)      | 271 × 191       | Crayon, aquarelle et fusain sur papier beige fin | Saint-Paul de Vence, Collection de l'artiste         |
| 46            | L'Enfant au jardin                                                                      | 1921         | 205 × 180       | Dessin au crayon et à l’encre de Chine, rehaussé à la gouache, sur papier blanc collé en plein                                                                                               | Paris, Collection particulière                       |
| 47            | Portrait d'Alia Eliacheff                                                               | 1919         | 330 × 235       | Crayon sur papier | Jérusalem, The Israël Museum                         |
| 48            | Le Départ pour la guerre                                                                | 1914         | 217 × 175       | Plume et encre noire sur papier | Berne, Collection E.W. Kornfeld                      |
| 49            | Page de titre pour le Prestidigitateur                                                  | 1914         | 305 × 218       | Crayon et encre noire à la plume sur papier crème découpé et collé sur un fond de papier gris                                                                                                | Saint-Paul de Vence, Collection de l'artiste         |
| 50            | Esquisse d'une illustration pour Le Prestidigitateur                                    | 1915         | 225 × 180       | Crayon, encre noire à la plume et au pinceau et rehauts de gouache blanche sur papier crème                                                                                                  | Jérusalem, The Israël Museum                         |
| 51            | Illustration pour Le Prestidigitateur                                                   | 1915         | 219 × 180       | Crayon, encre noire à la plume et rehauts de gouache, blanche, léger lavis de gris sur carton blanc                                                                                          | Saint-Paul de Vence, Collection de l'artiste         |
| 52            | Vieille Femme au coq                                                                    | 1914         | 107 × 162       | Encre noire sur papier (une feuille d’un carnet, bord dentelé à gouache) | Paris, Collection particulière                       |
| 53            | Le Peintre à la tête renversée                                                          | 1915         | 190 × 197       | Crayon et encre noire au pinceau sur papier brun | Saint-Paul de Vence, Collection de l'artiste         |
| 54            | Hommage à Gogol                                                                         | 1919         | 393 × 502       | Aquarelle sur papier | New York, The Museum of Modern Art                   |
| 55            | Esquisse de décor pour Les Joueurs                                                      | 1919         | 390 × 237       | Aquarelle et gouache sur papier | Los Angeles, Los Angeles County Museum of Art        |
| 56            | Derrière le village                                                                     | 1916         | 319 × 222       | Encre noire à la plume sur papier crème (feuille détachée d’un carnet) | Saint-Paul de Vence, Collection de l'artiste         |
| 57            | Acrobate                                                                                | 1918         | 313 × 220       | Encre noire à la plume ; traces de sanguine en rehauts et de crayon pour une mise au carreau ; sur carton crème, sur lequel a été collé un passe-partout                                     | Saint-Paul de Vence, Collection de l'artiste         |
| 58            | L'Étude                                                                                 | 1918         | 248 × 342       | Encre noire à la plume sur papier vergé crème | Saint-Paul de Vence, Collection de l'artiste         |
| 59            | Esquisse pour La Voiture d'enfant                                                       | 1916-1917    | 465 × 630       | Encre noire à la plume, rehaussé d’aquarelle, sur papier blanc | Paris, Collection Ida Chagall                        |
| 60            | Esquisse pour Pourim                                                                    | 1916-1917    | 475 × 645       | Encre noire à la plume, rehaussé d’aquarelle, sur papier blanc | Paris, Collection Ida Chagall                        |
| 61            | Le Voyageur                                                                             | 1917         | 253 × 395       | Encre noire sur papier blanc | Saint-Paul de Vence, Collection de l'artiste         |
| 62            | Le Village en marche                                                                    | 1920         | 330 × 290       | Encre noire sur papier crème | Saint-Paul de Vence, Collection de l'artiste         |
| 63            | Page de titre pour Tristesse                                                            | 1919         | 468 × 337       | Encres noire et rouge sur carton blanc | Saint-Paul de Vence, Collection de l'artiste         |
| 64            | Illustration pour Tristesse: L'Homme au fusil                                           | 1920         | 362 × 243       | Traces de crayon et encre sur papier blanc | Saint-Paul de Vence, Collection de l'artiste         |
| 65            | Le Rêve                                                                                 | 1920         | 321 × 432       | Crayon, encre, gouache, or et feuille d’or sur papier crème (une feuille détachée d’un carnet, dentelée sur le bord droit)                                                                   | New York, The Solomon R. Guggenheim Museum           |
| 66            | L'Enlèvement                                                                            | 1920         | 340 × 470       | Encre noire à la plume et trace d’encre ou de lavis violet sur papier gris (une feuille détachée d’un carnet)                                                                                | Saint-Paul de Vence, Collection de l'artiste         |
| 67            | Avec le seau                                                                            | 1920         | 468 × 340       | Traces de crayon et de gomme, encre de Chine sur papier vergé gris | Saint-Paul de Vence, Collection de l'artiste         |
| 68            | L'Homme à la lampe                                                                      | 1921         | 459 × 330       | Encre de Chine sur papier fort brun | Saint-Paul de Vence, Collection de l'artiste         |
| 69            | Le Mouvement                                                                            | 1921         | 469 × 340       | Encre noire sur carton beige | Saint-Paul de Vence, Collection de l'artiste         |
| 70            | L'Homme au panier                                                                       | 1921         | 322 × 222       | Encre noire sur papier blanc (feuille détachée d’un carnet, bord dentelé dans le haut) | Saint-Paul de Vence, Collection de l'artiste         |
| 71            | Chagall                                                                                 | 1918         | 476 × 340       | Crayon, encre de Chine et gouache sur papier crème (feuille détachée d’un carnet) | Saint-Paul de Vence, Collection de l'artiste         |
| 72            | Collage                                                                                 | 1921         | 342 × 279       | Crayon, encre à la plume, papiers découpés et collés | Saint-Paul de Vence, Collection de l'artiste         |
| 73            | L'Acteur Michoëls                                                                       | 1919         | 270 × 270       | Crayon et aquarelle sur papier beige | Saint-Paul de Vence, Collection de l'artiste         |
| 74            | L'Acteur Michoëls dans Mazeltow                                                         | 1920         | 360 × 263       | Crayon et aquarelle sur papier beige | Saint-Paul de Vence, Collection de l'artiste         |
| 75            | Esquisse pour l'Introduction au Théâtre d'Art juif                                      | 1920         | 175 × 480       | Crayon et gouache sur papier beige | Saint-Paul de Vence, Collection de l'artiste         |
| 76            | Mise au carreau de l'esquisse pour l'Introduction au Théâtre d'Art juif                 | 1920         | 180 × 480       | Crayon, encre noire et traces d’aquarelle sur papier brun, avec mise au carreau au crayon | Saint-Paul de Vence, Collection de l'artiste         |
| 77            | Esquisse pour Le Théâtre                                                                | 1920         | 325 × 223       | Crayon, encre et aquarelle sur papier beige, avec mise au carreau au crayon | Saint-Paul de Vence, Collection de l'artiste         |
| 78            | L'Homme à la chèvre                                                                     | 1919         | 360 × 266       | Crayon et gouache sur papier beige | Saint-Paul de Vence, Collection de l'artiste         |
| 79            | Maquette du décor pour Les Agents                                                       | 1920         | 255 × 342       | Crayon, gouache et encre sur papier beige | Saint-Paul de Vence, Collection de l'artiste         |
| 80            | Maquette du décor pour Le Mensonge                                                      | 1920         | 250 × 340       | Crayon et gouache sur papier | Saint-Paul de Vence, Collection de l'artiste         |
| 81            | Maquette du décor pour Mazeltow                                                         | 1920         | 475 × 630       | Crayon et gouache sur papier brun collé sur carton | Saint-Paul de Vence, Collection de l'artiste         |
| 82            | Maquette de costume : Un Jeune Homme                                                    | 1920         | 256 × 123       | Crayon et gouache sur papier beige | Saint-Paul de Vence, Collection de l'artiste         |
| 83            | Maquette de costume : Un Homme à la valise                                              | 1920         | 270 × 195       | Crayon, encre noire et gouache sur papier beige | Saint-Paul de Vence, Collection de l'artiste         |
| 84            | Maquette de costume : Femme portant un enfant                                           | 1920         | 280 × 202       | Crayon et gouache sur papier beige | Saint-Paul de Vence, Collection de l'artiste         |
| 85            | Maquette de costume : L'Homme au long nez                                               | 1920         | 272 × 192       | Crayon et gouache sur papier beige | Saint-Paul de Vence, Collection de l'artiste         |
| 86            | Maquette de costume: L'Homme au long nez                                                | 1920         | 260 × 180       | Crayon, encre noire et gouache sur papier beige | Saint-Paul de Vence, Collection de l'artiste         |
| 87            | Maquette de costume: Costume d'homme                                                    | 1920         | 270 × 193       | Crayon, gouache et encre sur papier beige | Saint-Paul de Vence, Collection de l'artiste         |
| 88            | Maquette de costume: Femme au tablier                                                   | 1920         | 282 × 172       | Crayon et gouache sur papier beige | Saint-Paul de Vence, Collection de l'artiste         |
| 89            | Maquette de costume: Femme en mauve                                                     | 1920         | 273 × 191       | Crayon et gouache sur papier beige | Saint-Paul de Vence, Collection de l'artiste         |
| 90            | Maquette de décor pour Le Baladin du Monde occidental                                   | 1921         | 410 × 510       | Crayon, encre et gouache sur papier crème | Saint-Paul de Vence, Collection de l'artiste         |
| 91            | Maquette de costume: Kris                                                               | 1921         | 330 × 260       | Crayon et gouache sur papier beige | Saint-Paul de Vence, Collection de l'artiste         |
| 92            | Maquette de costume: Jeune fille                                                        | 1921         | 330 × 260       | Crayon et gouache sur papier beige | Saint-Paul de Vence, Collection de l'artiste         |
| 93            | Tête d'homme                                                                            | 1923         | 271 × 193       | Crayon lithographique sur papier report (feuille détachée d’un carnet, bord dentelé à gauche)                                                                                                | Saint-Paul de Vence, Collection de l'artiste         |
| 94            | Tête d'homme                                                                            | 1923         | 355 × 265       | Crayon lithographique sur papier d’Arches | Saint-Paul de Vence, Collection de l'artiste         |
| 95            | Bella en manteau                                                                        | 1922         | 430 × 233       | Crayon sur papier crème (une feuille détachée d’u carnet, le bord dentelé à gauche) | Paris, Collection particulière                       |
| 96            | Ida a Schwarzwald                                                                       | 1922         | 233 × 300       | Crayon noir et crayons de couleurs sur papier crème(une feuille détachée d’un carnet, le bord dentelé en bas)                                                                                | Paris, Collection particulière                       |
| 97            | Bella au corsage rayé                                                                   | 1922         | 301 × 231       | Crayon noir et crayons de couleurs sur papier crème collé en plein | Paris, Collection particulière                       |
| 98            | Enfant à la poupée                                                                      | 1922         | 410 × 258       | Crayon lithographique sur papier report blanc(une feuille détachée d’un carnet, le bord dentelé sur la droite)                                                                               | Paris, Collection particulière                       |
| 99            | Enfant à la fenêtre                                                                     | 1923         | 489 × 337       | Crayon lithographique sur papier report blanc | Paris, Collection particulière                       |
| 100           | La Prisée                                                                               | 1923-1924    | 427 × 350       | Aquarelle | Milwaukee, collection M.B. Katz                      |
| 101           | Le Violoniste                                                                           | 1926-1927(?) | 276 × 365       | Crayon, encre noire et gouache sur papier beige; mise au carreau au crayon | Saint-Paul de Vence, Collection de l'artiste         |
| 102           | La Chambre                                                                              | 1924-1925    | 332 × 436       | Crayon et aquarelle sur papier d’Arches | Paris, Collection particulière                       |
| 103           | Autoportrait                                                                            | 1930(?)      | 258 × 156       | Encre bleue au pinceau et à la plume, sur papier crème(une feuille détachée d’un carnet, le bord dentelé en bas)                                                                             | Saint-Paul de Vence, Collection de l'artiste         |
| 104           | Autoportrait                                                                            | 1930         | 201 × 175       | Encre noire et aquarelle sur papier vergé crème | Saint-Paul de Vence, Collection de l'artiste         |
| 105           | Une des esquisses pour La Révolution                                                    | 1936-1937    | 257 × 422       | Crayon, estompe et encre de Chine sur papier vergé blanc | Saint-Paul de Vence, Collection de l'artiste         |
| 106           | Esquisse pour La Crucifixion blanche                                                    | 1937         | 460 × 407       | Crayon et encre de Chine sur papier Canson; taches de gouache et d’encre, traces d’une mise au carreau au crayon                                                                             | Saint-Paul de Vence, Collection de l'artiste         |
| 107           | La Déposition de croix                                                                  | 1939         | 211 × 265       | Encre noire, lavis gris et sanguine sur papier crème(une feuille détachée d’un cahier relié à ressort, le bord déchiré en bas)                                                               | Saint-Paul de Vence, Collection de l'artiste         |
| 108           | Le Bain                                                                                 | 1935(?)      | 225 × 145       | Encre et gouache sur papier blanc | Paris, Collection particulière                       |
| 109           | La Rue                                                                                  | 1935(?)      | 445 × 295       | Encre sur papier | Paris, Collection particulière                       |
| 110           | Le Cimetière                                                                            | 1931         | 230 × 158       | Crayon, encre noire et rehauts de gouache blanche sur papier vergé crème, traces d’une mise au carreau au crayon                                                                             | Saint-Paul de Vence, Collection de l'artiste         |
| 111           | L'Epicier                                                                               | 1931         | 229 × 158       | Crayon et encre noire sur papier vergé crème | Saint-Paul de Vence, Collection de l'artiste         |
| 112           | Dans la synagogue                                                                       | 1931         | 229 × 160       | Encre noire sur papier vergé crème, traces d’une mise au carreau au crayon | Saint-Paul de Vence, Collection de l'artiste         |
| 113           | À la synagogue                                                                          | 1931         | 230 × 160       | Encre noire sur papier vergé crème, traces d’une mise au carreau au crayon | Saint-Paul de Vence, Collection de l'artiste         |
| 114           | Le Pogrome                                                                              | 1931         | 229 × 160       | Crayon, encre noire et rehauts de gouache blanche sur papier vergé crème | Saint-Paul de Vence, Collection de l'artiste         |
| 115           | Le Pogrome                                                                              | 1931         | 229 × 158       | Crayon et encre noire sur papier vergé crème, traces d’une mise au carreau au crayon | Saint-Paul de Vence, Collection de l'artiste         |
| 116           | Le Village et la ville                                                                  | 1931         | 230 × 158       | Crayon et encre noire sur papier vergé crème, tracs d’une mise au carreau au crayon | Saint-Paul de Vence, Collection de l'artiste         |
| 117           | La Révolution                                                                           | 1931         | 227 × 157       | Crayon et encre noire sur papier vergé crème | Saint-Paul de Vence, Collection de l'artiste         |
| 118           | Le Prisonnier                                                                           | 1931         | 229 × 159       | Crayon, encre noire et rehauts de gouache blanche sur papier vergé crème | Saint-Paul de Vence, Collection de l'artiste         |
| 119           | Dans la synagogue                                                                       | 1931         | 229 × 158       | Encre noire et rehauts de gouache blanche, traces de mise au carreau au crayon | Saint-Paul de Vence, Collection de l'artiste         |
| 120           | Job                                                                                     | 1931         | 230 × 158       | Encre noire sur papier vergé crème, traces d’une mise au carreau au crayon | Saint-Paul de Vence, Collection de l'artiste         |
| 121           | L'Echelle de Jacob                                                                      | 1931         | 230 × 159       | Encre noire et rehauts de gouache blanche sur papier vergé crème | Saint-Paul de Vence, Collection de l'artiste         |
| 122           | Le Diable et le Prophète                                                                | 1931         | 230 × 158       | Encre noire sur papier vergé crème | Saint-Paul de Vence, Collection de l'artiste         |
| 123           | Danse d'ivrognes                                                                        | 1931         | 229 × 158       | Encre noire sur papier vergé crème, traces de mise en carreau au crayon | Saint-Paul de Vence, Collection de l'artiste         |
| 124           | Le Rêve du poète                                                                        | 1931         | 229 × 157       | Encre noire sur papier vergé crème, traces de mise en carreau au crayon | Saint-Paul de Vence, Collection de l'artiste         |
| 125           | L'Enterrement                                                                           | 1931         | 159 × 230       | Encre noire sur papier vergé crème, traces d’une mise au carreau au crayon | Saint-Paul de Vence, Collection de l'artiste         |
| 126           | Moïse                                                                                   | 1931         | 230 × 158       | Traces de crayon et encre noire sur papier vergé crème, traces d’une mise au carreau au crayon                                                                                               | Saint-Paul de Vence, Collection de l'artiste         |
| 127           | Don Quichotte                                                                           | 1931         | 229 × 158       | Encre noire sur papier vergé crème, traces d’une mise au carreau au crayon | Saint-Paul de Vence, Collection de l'artiste         |
| 128           | Le Postillon                                                                            | 1931         | 230 × 158       | Encre noire sur papier vergé crème, traces de mise au carreau au crayon | Saint-Paul de Vence, Collection de l'artiste         |
| 129           | Esquisse pour La Crucifixion en jaune                                                   | 1942-1943    | 505 × 378       | Crayon et encre noire sur papier crème | Saint-Paul de Vence, Collection de l'artiste         |
| 130           | Maternité - La Guerre                                                                   | 1942-1943    | 374 × 280       | Encre noire, lavis de gris, rehauts de gouache blanche sur papier vergé crème | Saint-Paul de Vence, Collection de l'artiste         |
| 131           | La Guerre                                                                               | 1943         | 192 × 383       | Encre noire et rehauts de gouache blanche sur papier vergé crème ; monté sur carton avec deux filets noirs                                                                                   | Saint-Paul de Vence, Collection de l'artiste         |
| 132           | Femme assise devant une table                                                           | 1943         | 510 × 378       | Crayon s de couleur et pastel sur papier beige épais | Paris, Collection particulière                       |
| 133           | Couple dansant                                                                          | 1942         | 435 × 280       | Aquarelle, lavis de gris et pastel sur papier vergé | Paris, Collection particulière                       |
| 134           | Maquette de décor pour la scène I d'Aleko                                               | 1942         | 382 × 570       | Crayon, lavis, aquarelle et gouache sur papier | New York, The Museum of Modern Art                   |
| 135           | Maquette de décor pour la scène IV d'Aleko                                              | 1942         | 382 × 570       | Crayon, lavis, aquarelle et gouache sur papier | New York, The Museum of Modern Art                   |
| 136           | Maquette de costume pour un coq dans Aleko                                              | 1942         | 407 × 265       | Crayon, encre, aquarelle et gouache sur papier | New York, The Museum of Modern Art                   |
| 137           | Maquette de costume pour un cheval dans Aleko                                           | 1942         | 340 × 215       | Crayon, lavis, aquarelle et gouache sur papier | New York, The Museum of Modern Art                   |
| 138           | Maquette de costume pour Le Mendiant dans Aleko                                         | 1942         |                 | | New York, The Museum of Modern Art                   |
| 139           | Une des esquisses pour A ma femme                                                       | 1933-1944(?) | 492 × 642       | Encre noire à la plume et à la brosse sur papier Canson Lavis B | Saint-Paul de Vence, Collection de l'artiste         |
| 140           | Rencontre                                                                               | 1940-1950    | 290 × 230       | Encre noire et aquarelle sur papier vergé blanc | Saint-Paul de Vence, Collection de l'artiste         |
| 141           | Maquette pour le rideau d'ouverture de L'Oiseau de feu                                  | 1945         | 385 × 635       | Gouache sur papier | Saint-Paul de Vence, Collection de l'artiste         |
| 142           | Maquette pour le rideau du troisième acte de L'Oiseau de feu                            | 1945         | 380 × 635       | Gouache sur papier Canson | Saint-Paul de Vence, Collection de l'artiste         |
| 143           | Maquette de costume pour L'Oiseau de feu: Monstre violet                                | 1945         | 425 × 350       | Gouache sur papier | Saint-Paul de Vence, Collection de l'artiste         |
| 144           | Maquette de costume pour L'Oiseau de feu: Démon                                         | 1945         | 425 × 345       | Crayon, aquarelle et gouache sur papier Canson | Saint-Paul de Vence, Collection de l'artiste         |
| 145           | Maquette de costume pour L'Oiseau de feu: Monstre                                       | 1945         | 465 × 290       | Crayon, aquarelle et gouache sur papier Canson | Saint-Paul de Vence, Collection de l'artiste         |
| 146           | Maquette de costume pour L'Oiseau de feu: Monstre au coq                                | 1945         | 510 × 320       | Crayon et gouache sur papier Canson | Saint-Paul de Vence, Collection de l'artiste         |
| 147           | Maquette de costume pour L'Oiseau de feu: Monstre à tête de coq                         | 1945         | 416 × 330       | Crayon, aquarelle et gouache sur papier | Saint-Paul de Vence, Collection de l'artiste         |
| 148           | Maquette de costume pour L'Oiseau de feu: Le Sorcier Katchaï                            | 1945         | 422 × 345       | Aquarelle et gouache sur papier Canson | Saint-Paul de Vence, Collection de l'artiste         |
| 149           | Maquette de costume pour L'Oiseau de feu: Danseuse violette                             | 1945         | 425 × 334       | Crayon, aquarelle et gouache sur papier Canson | Saint-Paul de Vence, Collection de l'artiste         |
| 150           | Maquette de costume pour L'Oiseau de feu: Costume de paysanne                           | 1945         | 505 × 325       | Crayon et aquarelle sur papier Canson | Saint-Paul de Vence, Collection de l'artiste         |
| 151           | Maquette de costume pour L'Oiseau de feu: Servante aux fruits                           | 1945         | 460 × 360       | Crayon, aquarelle et gouache sur papier Canson | Saint-Paul de Vence, Collection de l'artiste         |
| 152           | Maquette de costume pour L'Oiseau de feu: L'Homme à l'oiseau bleu                       | 1945         | 425 × 340       | Crayon, aquarelle et gouache sur papier Canson | Saint-Paul de Vence, Collection de l'artiste         |
| 153           | Maquette de costumes pour L'Oiseau de feu: L'Oiseau de feu                              | 1945         | 481 × 411       | Crayon, encre noire, pastel et aquarelle sur papier Canson | Saint-Paul de Vence, Collection de l'artiste         |
| 154           | Nature morte aux deux paniers de fruits                                                 | 1949         | 620 × 500       | Encre noire, lavis rehaussé sur papier blanc | Paris, centre Pompidou, musée national d'Art moderne |
| 155           | Nature morte au bouquet de fleurs                                                       | 1949         | 620 × 480       | Encre noire et lavis rehaussé sur papier blanc | Paris, centre Pompidou, musée national d'Art moderne |
| 156           | Les Deux Têtes                                                                          | 1949         | 490 × 650       | Encre noire à la plume et au pinceau sur lavis, rehauts de gouache sur papier d’Arches | Paris, Collection particulière                       |
| 157           | Les Amants sur le toit                                                                  | 1949         | 750 × 555       | Aquarelle sur papier blanc | Paris, Collection particulière                       |
| 158           | Sirène                                                                                  | 1949         | 650 × 500       | Gouache sur papier | Bâle, Collection particulière                        |
| 159           | La Bâte et l'enfant                                                                     | 1949         | 650 × 500       | Gouache sur papier | Bâle, Collection particulière                        |
| 160           | Les Poissons dans la rue                                                                | 1950         | 550 × 750       | Encre noire et aquarelle sur papier | Paris, Collection Ida Chagall                        |
| 161           | La Lutte de Jacob et de l'Ange                                                          | 1950         | 229 × 200       | Crayon et encre noire sur papier crème | Saint-Paul de Vence, Collection de l'artiste         |
| 162           | La Lutte de Jacob et de l'Ange                                                          | 1950-1952    | 634 × 481       | Encre noire, lavis de gris et aquarelle sur papier d’Arches | Saint-Paul de Vence, Collection de l'artiste         |
| 163           | Joseph berger                                                                           | 1950-1952    | 753 × 538       | Encre noire, lavis de gris et gouache sur papier d’Arches | Saint-Paul de Vence, Collection de l'artiste         |
| 164           | Esquisse pour l'Exode                                                                   | 1952         | 551 × 760       | Crayon, encre noire, lavis de gris et rehauts de gouache blanche sur papier d’Arches satiné                                                                                                  | Saint-Paul de Vence, Collection de l'artiste         |
| 165           | Le Jardin de Tériade                                                                    | 1952         | 421 × 321       | Crayon sur papier d’Arches crème | Saint-Paul de Vence, Collection de l'artiste         |
| 166           | Le Jardin de Tériade                                                                    | 1952         | 422 × 324       | Crayon sur papier blanc | Saint-Paul de Vence, Collection de l'artiste         |
| 167           | Femme au bouquet                                                                        | 1952         | 645 × 498       | Encre noire à la brosse, retouchée à la gouache blanche sur papier blanc | Paris, Collection particulière                       |
| 168           | Bouquet à la fenêtre                                                                    | 1952         | 649 × 498       | Encre noire à la brosse sur papier d’Arches satiné | Saint-Paul de Vence, Collection de l'artiste         |
| 169           | Nature morte au bouquet                                                                 | 1953         | 649 × 498       | Encre noire à la brosse sur bristol crème | Saint-Paul de Vence, Collection de l'artiste         |
| 170           | Le Soir                                                                                 | 1955         |                 | | Saint-Paul de Vence, Collection de l'artiste         |
| 171           | Daphnis et Chloé                                                                        | 1956         | 1050 × 750      | Encre noire à la plume et au pinceau, terre de Roussillon liée à l’œuf, sur papier | Paris, Collection Ida Chagall                        |
| 172           | La Famille                                                                              | 1958         | 513 × 623       | Crayon, encre noire, lavis et rehauts de gouache blanche | Saint-Paul de Vence, Collection de l'artiste         |
| 173           | Cirque                                                                                  | 1960         | 570 × 730       | Crayon de couleur, encre noire, rehauts de gouache blanche sur papier Chine blanc | Saint-Paul de Vence, Collection de l'artiste         |
| 174           | Le Paradis                                                                              | 1964         | 645 × 505       | Encres noire et de couleurs sur papier d’Arches | Saint-Paul de Vence, Collection de l'artiste         |
| 175           | Vava                                                                                    | 1964         | 764 × 565       | Crayon, encre de Chine, lavis de gris et gouache sur papier d’Arches crème | Saint-Paul de Vence, Collection de l'artiste         |
| 176           | Maquette de décor pour le 2e acte de Daphnis et Chloé                                   | 1958         | 560 × 790       | Aquarelle, gouache et papier collé sur papier Canson | Saint-Paul de Vence, Collection de l'artiste         |
| 177           | Maquette de décor pour le 3e acte de Daphnis et Chloé                                   | 1958         | 570 × 785       | Crayon, aquarelle, gouache, papiers de couleur et papier d’argent collés, sur papier Canson                                                                                                  | Saint-Paul de Vence, Collection de l'artiste         |
| 178           | Maquette de costume pour Phileton dans Daphnis et Chloé                                 | 1958         | 380 × 265       | Crayon, aquarelle et pastel sur papier Canson gris | Saint-Paul de Vence, Collection de l'artiste         |
| 179           | Maquette de costume pour Phileton dans Daphnis et Chloé                                 | 1958         | 390 × 265       | Crayon et aquarelle sur papier Canson gris | Saint-Paul de Vence, Collection de l'artiste         |
| 180           | Maquette de décor pour La Flûte enchantée(toile de fond pour l'acte II, scènes 1,2,4,8) | 1967         | 558 × 743       | Crayon, encre noire, gouache, collage de papier doré et argenté sur papier d’Arches | Saint-Paul de Vence, Collection de l'artiste         |
| 181           | Maquette de décor pour La Flûte enchantée(toile de fond pour le final)                  | 1967         | 551 × 742       | Crayon, gouache, encre de Chine, collage de papier imprimé en couleur, de papier argenté et doré et collage de tissus sur papier fort crème (Arches); traces de papier collant sur les bords | Saint-Paul de Vence, Collection de l'artiste         |
| 182           | Esquisse pour le Message Biblique: Noé et l'arc-en-ciel                                 | 1954-1967    | 460 × 610       | Fusain et encre noire sur papier-carton | Nice, Musée national Message Biblique Marc Chagall   |
| 183           | Esquisse pour le Message Biblique: Cantique des Cantiques I                             | 1954-1967    | 285 × 380       | Encre noire et crayons de couleur | Nice, Musée national Message Biblique Marc Chagall   |
| 184           | Esquisse pour le Message Biblique: Cantique des Cantiques II                            | 1957         | 500 × 650       | Crayon, encre noire et lavis sur papier blanc | Nice, Musée national Message Biblique Marc Chagall   |
| 185           | Esquisse pour le Message Biblique: Cantique des Cantiques IV                            | 1954-1967    | 475 × 560       | Encre noire et huile sur papier | Nice, Musée national Message Biblique Marc Chagall   |
| 186           | Esquisse pour le Message Biblique: Cantique des Cantiques V                             | 1954-1967    | 320 × 485       | Pastel sur papier | Nice, Musée national Message Biblique Marc Chagall   |
| 187           | Crucifixion                                                                             | 1972         | 767 × 574       | Encre noire, pastel et crayons de couleur surJapon nacré | Saint-Paul de Vence, Collection de l'artiste         |
| 188           | Paysan à la Thora                                                                       | 1974         | 601 × 403       | Gouache sur lithographie tirée sur papier d’Arches | Saint-Paul de Vence, Collection de l'artiste         |
| 189           | Le Coq violoniste                                                                       | 1976         | 295 × 433       | Encre noire et pastel sur papier vergé gris | Saint-Paul de Vence, Collection de l'artiste         |
| 190           | Le Cirque                                                                               | 1977         | 565 × 680       | Encre noire, lavis, rehaut de gouache sur papier d’Arches | Saint-Paul de Vence, Collection de l'artiste         |
| 191           | La Rue du village                                                                       | 1977         | 774 × 575       | Crayon, encre noire et lavis de gris sur papier d’Arches | Saint-Paul de Vence, Collection de l'artiste         |
| 192           | Souvenir du cirque                                                                      | 1977-1978    | 520 × 335       | Crayon noir et crayons de couleurs sur papier Japon blanc | Saint-Paul de Vence, Collection de l'artiste         |
| 193           | Fête au village                                                                         | 1980         | 679 × 525       | Crayon noir et sanguine sur papier nacré | Saint-Paul de Vence, Collection de l'artiste         |
| 194           | Le Roi David                                                                            | 1979         | 999 × 749       | Encre noire et lavis de gris sur Canson blanc | Saint-Paul de Vence, Collection de l'artiste         |
| 195           | La Noce                                                                                 | 1979         | 1015 × 682      | Encre noire, lavis de gris sur papier d’Arches blanc | Saint-Paul de Vence, Collection de l'artiste         |
| 196           | Le Peintre au grand soleil                                                              | 1979         | 1048 × 1491     | Encre noire, lavis de gris et fusain sur papier Canson blanc | Saint-Paul de Vence, Collection de l'artiste         |
| 197           | Le Départ                                                                               | 1979         | 999 × 1492      | Encre noire, lavis de gris et fusain sur papier Canson blanc | Saint-Paul de Vence, Collection de l'artiste         |
| 198           | Jérusalem                                                                               | 1979         | 998 × 1488      | Encre noire, lavis de gris et fusain sur papier Canson blanc | Saint-Paul de Vence, Collection de l'artiste         |
| 199           | Jérémie                                                                                 | 1979         | 746 × 999       | Encre de Chine, lavis de gris sur papier Canson blanc | Saint-Paul de Vence, Collection de l'artiste         |
| 200           | Cirque                                                                                  | 1983         | 1037 × 1433     | Encre noire et lavis de gris sur papier Canson blanc | Saint-Paul de Vence, Collection de l'artiste         |
| 201           | Dans le ciel                                                                            | 1983         | 1000 × 1490     | Encre noire et lavis de gris sur papier Canson blanc | Saint-Paul de Vence, Collection de l'artiste         |